# Африка (селище)
А́фрика (рос. Африка) — селище у складі Матвієвського району Оренбурзької області, Росія.

## Населення
Населення — 107 осіб (2010; 179 у 2002).
Національний склад (станом на 2002 рік):
- росіяни — 55 %